# Victoria & Abdul
Victoria & Abdul er en britisk biografisk dramakomedie fra 2017, instrueret af Stephen Frears. Manuskript som er skrevet af Lee Hall er baseret på en bog af Shrabani Basu. Filmen er baseret på en sand historie om venskabet imellem Victoria af Storbritannien og hendes indiske tjener Abdul Karim.

## Medvirkende
- Judi Dench som dronning Victoria
- Ali Fazal som Abdul Karim
- Eddie Izzard som Bertie
- Tim Pigott-Smith som Henry Ponsonby
- Adeel Akhtar som Mohammed
- Simon Callow som Giacomo Puccini
- Michael Gambon som Lord Salisbury
- Julian Wadham som Alick Yorke
- Olivia Williams som Jane Spencer
- Fenella Woolgar som frøken Phipps
- Jonathan Harden som "The Kejser"
- Paul Higgins som Sir James Reid
- Robin Soans som Arthur Bigge
- Sukh Ojla som fru Karim